# Antigravetat

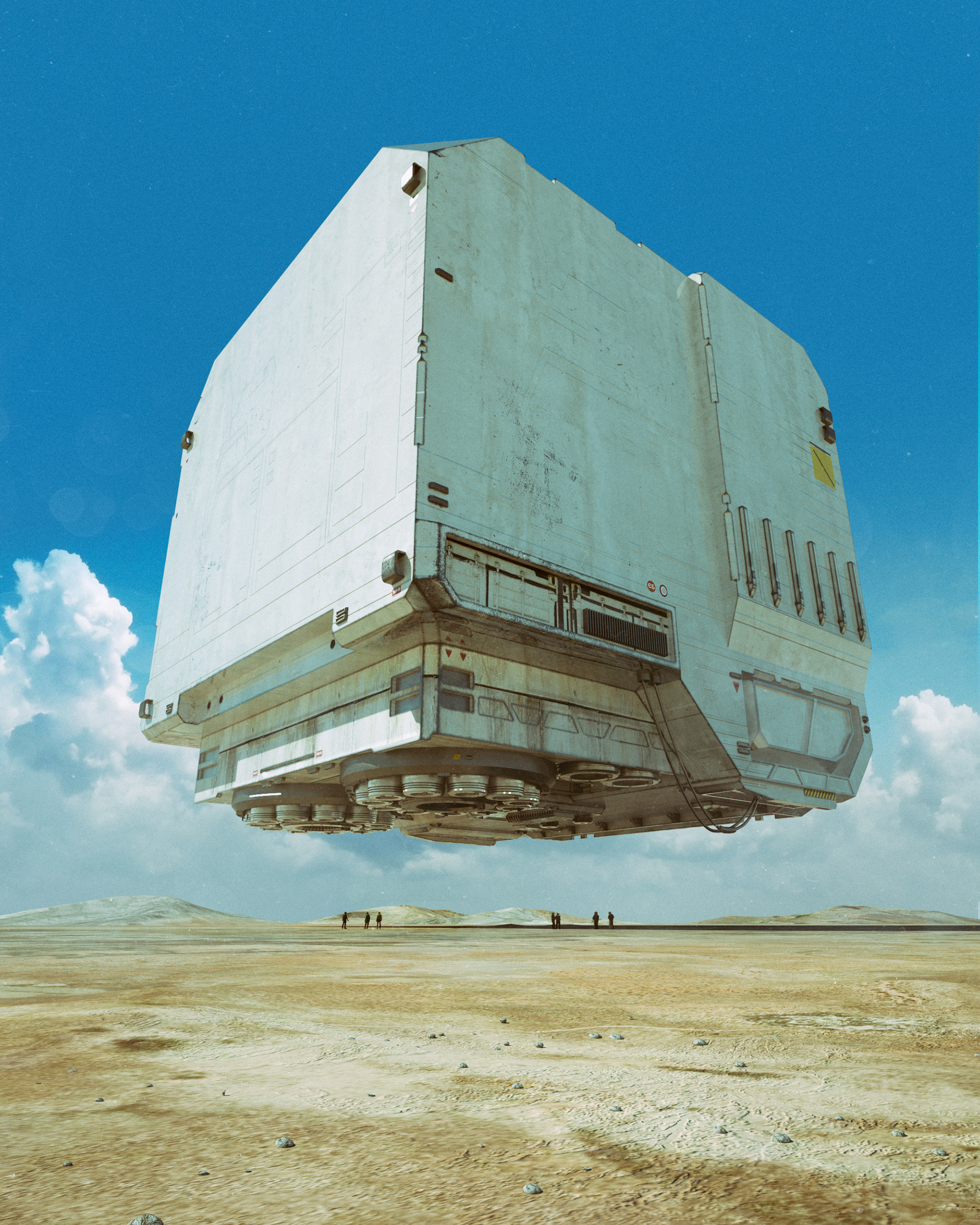
Representació artística d'un vehicle antigravetat fictici

L'antigravetat és una força teòrica o hipotètica predita per les lleis de la física d'altes energies que consisteix en la repulsió de tots els cossos a causa d'una força que és igual en magnitud a la gravetat, però en comptes de ser atractiva, és repulsiva.

## Aspectes generals
L'antimatèria és un tipus de matèria que és simètricament igual a la matèria ordinària que coneixem, però amb la diferència que les seves càrregues són completament oposades, responent a les lleis de la supersimetria de l'univers. Una de les creences respecte a l'antimatèria és que és possible que el seu comportament sigui també oposat al de la matèria ordinària, igual que una altra de les seves propietats, l'espín.
En l'actualitat se sap que la matèria està formada per àtoms: partícules diminutes que a principis del segle XX es creien indivisibles i que avui es teoritzen formades per un nucli on es trobarien els protons i neutrons, al voltant del qual girarien petites partícules carregades elèctricament anomenades electrons. A principis del segle xx el físic neozelandès Ernest Rutherford (Premi Nobel de Química 1908) va teoritzar que els àtoms estarien compostos per un nucli central i partícules negatives (electrons) girant al voltant del nucli (i no incrustats en ell, com defensava Joseph John Thomson). Aquesta teoria especulativa va ser complementada pel físic danès Niels Bohr (Premi Nobel de física 1922).
El 1935 ja es teoritzava que els àtoms no eren els constituents més petits de la matèria sinó que tant els protons com els neutrons conformaven el nucli, units entre si mitjançant dues forces teòriques anomenades força forta i força feble. El 1975 es teoritzava que al seu torn aquests estaven encara constituïts per sub-partícules, avui dia anomenades partícules elementals. Concretament es va especular que els neutrons estarien constituïts per partícules teòriques: dos quarks down i un quark up, i que els protons estarien constituïts per les mateixes partícules: dos quarks Up i un quark down. Els fermions serien els constituents de tota la matèria que podem observar i ells al seu torn podrien ser leptons o quarks; i els bosons, l'altra partícula subatòmica, es divideixen en: bosons de gauge que són els bosons W i Z, el fotó, el gluó i els anomenats bosons hipotètics, que són els gravitons.

## Discussió
El gravitó és un bosó hipotètic, i seria responsable de la interacció gravitatòria de la matèria (interacció atractiva). La seva existència és predita per les actuals lleis de la física de partícules i la teoria de la gravetat quàntica. Aquest bosó seria com un connectiu a una de les grans teories de la física en l'actualitat com és la teoria del tot.
De la mateixa manera com es va descriure al principi, tota partícula posseeix la seva respectiva antipartícula; l'antipartícula de l'electró, per exemple, és el positró. Teòricament i seguint aquest mateix patró de conducta i comportament simètric de l'univers, el gravitó també tindria la seva antipartícula i s'anomenaria (en principi) antigravitó, que -hipotèticament parlant- seria una antipartícula elemental. Si les propietats i el comportament de l'antimatèria són perfectament oposats als de la matèria ordinària, l'antigravitó seria responsable d'una interacció repulsiva mitjançant una força que mantindria aquestes antipartícules separades, amb una magnitud perfectament igual a l'exercida pel gravitó en produir les interaccions atractives.

## Propulsió per antigravetat
La possibilitat de fer servir l'antigravetat com a mètode per a propulsar una hipotètica nau espacial en un futur llunyà ha estat objecte de nombroses controvèrsies. Entre les més conegudes destaquen:
- Els treballs de Ievgueni Podkletnov — El 1996 va anunciar que situant objectes sobre electroimants superconductors en rotació, els objectes perdien un 2% de la seva massa. Podkletnov prefereix no usar el terme antigravetat, per la qual cosa actualment als seus experiments se'ls designa amb el nom de "modificació de camp gravitatori local".[1] Posteriorment la BBC va publicar que la companyia Boeing estava finançant els treballs del físic, si bé la pròpia companyia ho va desmentir.[2]

- La "Teoria Estesa de Heim" - Una possible solució matemàtica del problema de la gravetat quàntica, enunciada pel físic Burkhard Heim, prediu l'existència de camps antigravitatoris. Alguns científics experimentals creuen haver detectat aquests efectes en imants superconductors en rotació.[3]

- Les equacions de Hilbert — La hipòtesi més plausible per a aconseguir un motor d'antigravetat parteix del matemàtic alemany David Hilbert, que va publicar el 1924 l'article científic The Foundations of Physics, on predia que una massa movent-se a una velocitat superior a aproximadament la meitat de la velocitat de la llum produiria un efecte de repulsió en acostar-se a una massa estacionària.[4]

L'any 2007 el físic Franklin Felber, director de recerca en diverses agències governamentals dels Estats Units, va presentar una solució exacta de l'equació del camp gravitatori d'Einstein que confirmava les prediccions de Hilbert: segons l'equació, una partícula viatjant a més d'un 57,7% de la velocitat de la llum originarà un con d'antigravetat que podria impulsar una massa fins a velocitats fins i tot comparables a la velocitat de la llum. Segons Felber, l'acceleració produïda per aquesta força seria, a més, molt progressiva, permetent els viatges tripulats.
El fet que la solució descoberta per Felber sigui exacta —cosa poc comuna— i que a més sigui falsable, converteix aquesta opció en la més interessant des del punt de vista científic. Malgrat que de moment no es coneixen objectes massius desplaçant-se a tals velocitats, en els propers anys els efectes antigravitatoris podrien comprovar-se experimentalment al Gran Col·lisionador d'Hadrons. Si es demostra la validesa d'aquesta solució a les equacions d'Einstein, s'obririen les portes a la investigació sobre motors d'"antigravetat" (també anomenats "hipermotors"), que segons el mateix Felber podrien estar disponibles en tan sols un segle.